# Ambatosoa
Ambatosoa – gmina (kaominina) na Madagaskarze, w regionie Haute Matsiatra, w dystrykcie Ambohimahasoa. W 2001 roku zamieszkana była przez 12 000 osób. Siedzibę administracyjną stanowi Ambatosoa. Jest jedną z 17 gmin dystryktu.
Na obszarze gminy funkcjonują m.in. szkoła pierwszego stopnia oraz szkoła drugiego stopnia pierwszego cyklu. 99% mieszkańców trudni się rolnictwem, natomiast 1% pracuje w usługach. Produktami o największym znaczeniu dla lokalnej gospodarki są ryż, maniok, kukurydza oraz bataty. Mniej niż 5% rolników stosuje przy uprawach nawozy mineralne. Pogłowie bydła w 2001 r. liczyło 3600 sztuk.
Przed wprowadzeniem nowego podziału administracyjnego Madagaskaru w 2007 r. gmina znajdowała się w prowincji Fianarantsoa.
Gmina położona jest w strefie czasowej UTC+03:00.